# Stephen Fairless
Stephen Fairless (* 21. Mai 1962) ist ein ehemaliger australischer Radrennfahrer.

## Sportliche Laufbahn
Fairless war Straßenradsportler und Teilnehmer der Olympischen Sommerspiele 1988 in Seoul. Im olympischen Straßenrennen schied er aus. Der australische Vierer mit Stephen Fairless, Bruce Keech, Clayton Stevenson und Scott Steward belegte im Mannschaftszeitfahren den 9. Rang.
1984 gewann er eine Etappe im Commonwealth Bank Cycle Classic. 1985 wurde er Zweiter der nationalen Meisterschaft im Straßenrennen hinter Jeff Leslie. Das traditionsreiche australische Rennen Grafton to Inverell Cycle Classic konnte er 1991 gewinnen.  